# Тошев, Бобомурат
Бобомурат Тошев (род. 1922 год) — учётчик колхоза имени Ленина Шахринауского района Сталинабадской области, Таджикская ССР. В мае 1949 года получил звание Героя Социалистического Труда, которого был лишён в мае 1950 года.

## Биография
Родился в 1922 году в крестьянской семье. Участвовал в Великой Отечественной войне. Добровольно сдался в немецкий плен, из которого был освобождён в 1945 году американскими войсками. До 1947 года находился в лагере для репатриированных лиц, потом возвратился на родину.
Трудился учётчиком в хлопководческой бригаде колхоза имени Ленина Шахринауского района. С февраля по октябрь 1948 года работал при сборе хлопка-сырца, выполняя нормы выработки в среднем на 62 %. При ходатайстве о награждении званием Героя Социалистического Труда были переданы недостоверные сведения о том, что Бобомурат Тошев был звеньевым хлопководческого звена, которое собрало в среднем с каждого гектара по 88,6 центнеров хлопка на участке площадью 6 гектаров. Указом Президиума Верховного Совета СССР от 3 мая 1949 года удостоен звания Героя Социалистического Труда «за получение высоких урожаев хлопка при выполнении колхозами обязательных поставок и контрактации по всем видам сельскохозяйственной продукции, натуроплаты за работу МТС в 1948 году и обеспеченности семенами всех культур в размере полной потребности для весеннего посева 1949 года» с вручением ордена Ленина и золотой медали «Серп и Молот».
Весной 1950 года после проверки было выяснено, что Бобомурат Тошев не был звеньевым и находился в немецком плену. ЦК Компартии Таджикистана подало ходатайство в Президиум Верховного Совета СССР о лишении Бобомурата Тошева звания Героя Социалистического Труда, которое было удовлетворено постановлением от 9 мая 1950 года.